# Dendrobium guamense
Dendrobium guamense är en orkidéart som beskrevs av Oakes Ames. Dendrobium guamense ingår i släktet Dendrobium, och familjen orkidéer. Inga underarter finns listade i Catalogue of Life.